# فررت (نیواورلئان)
فررت (به انگلیسی: Freret) یک منطقهٔ مسکونی در ایالات متحده آمریکا است که در لوئیزیانا واقع شده‌است. فررت ۲٬۴۴۶ نفر جمعیت دارد.